# Sinfonía n.º 11 (Miaskovski)
La Sinfonía n.º 11 en si bemol menor op. 30 fue compuesta por Nikolái Miaskovski entre 1931 y 1932. Tiene tres movimientos en los que se dan vía libre a los sentimientos subjetivos (según declaración del autor). Tiene cierta aridez, sobre todo en sus movimientos extremos, pero es interesante por su forma y por su escritura. Se podría afirmar que esta obra es una sinfonía monotemática, ya que pese a la aparente diversidad de los diferentes temas de sus movimientos, todos están derivados de un motivo básico: el que comienza la obra en la introducción, Lento. El primer movimiento es anguloso y tiene mucho nervio; el Andante es sin duda la parte más lograda y evoluciona desde la gravedad hacia una serenidad iluminada por la flauta que desemboca en un fugado de los instrumentos de viento, notable por sus sonoridades y por la fina complejidad de su textura. El final, Precipitatio. Allegro, escrito en forma de variaciones, parece un ejecrcicio de estilo en el que las cualidades de factura prevalecen sobre las de invención. 